# Autòdrom Hermanos Rodríguez
El circuit anomenat Autòdrom Hermanos Rodríguez és un circuit de curses automobilístiques, de 4.421 m de longitud, que està situat a Ciutat de Mèxic (Mèxic) i que deu el seu nom a dos pilots mexicans, els germans Rodríguez, Ricardo i Pedro, ambdós morts sobre les pistes. Fins al 1970, l'Autòdrom s'anomenà de la Magdalena Mihxuca.
Disposa de diverses configuracions que van des de la forma oval, fins a diverses possibilitats de circuit per a Fórmula 1, Champ Car o NASCAR.
Construït l'any 1962 en un parc, el circuit va acollir el primer Gran Premi de Mèxic de Fórmula 1 l'any següent.
El circuit va formar part del calendari de la Fórmula 1 fins al 1970. Anys després, l'any 1986, va tornar a entrar al calendari, del qual va tornar a desaparèixer un cop acabada la cursa del 1992.
Actualment s'hi disputa el Gran Premi de Mèxic de les sèries Champ Car, abans coneguda com a CART.